# Phokas (Adelsgeschlecht)

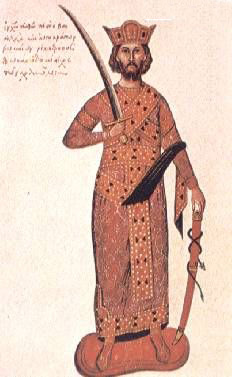
Nikephoros II. Phokas

Phokas (mittelgriechisch Φωκᾶς, weibliche Form: Phokaina, mittelgriechisch Φώκαινα) ist eine Familie, deren Mitglieder generell als „Phokadai“ bezeichnet werden, die gegen Ende des 9. Jahrhunderts urkundlich auftritt, verfügte über umfangreichen Landbesitz in Kappadokien, war im 10. Jahrhundert die mächtigste Adelsfamilie im Byzantinischen Reich, monopolisierte geradezu die Funktion des Domestikos ton scholon (Oberkommandierender der byzantinischen Truppen) und erreichte mit Nikephoros II. Phokas (* 912; † 969), Kaiser des Byzantinischen Reiches (963–969) den Höhepunkt ihrer Macht.
Mit dessen Ableben trat ein Machtverlust ein, dem sich die Familie durch Aufstände und Ausrufung von Mitgliedern zu Gegenkaisern entgegenstemmte, der jedoch durch Enteignungen während der Herrschaft von Kaiser Basileios II. (976–1025) endgültig war. Die Familie verschwand nach 1025 aus den byzantinischen Chroniken. Ihr Prestige war jedoch so groß, dass spätere Herrscher gerne auf ihre Verwandtschaft mit den Phokadai verwiesen. Träger des Namens Phokas treten ab dem 12. Jahrhundert in Kreta und im 13. Jahrhundert im Kaiserreich Nikaia in führenden Positionen auf. Der genealogische Zusammenhang mit dem Stammhaus ist ungeklärt. Nachkommen in weiblicher Linie existieren jedoch bis heute.

## Herkunft

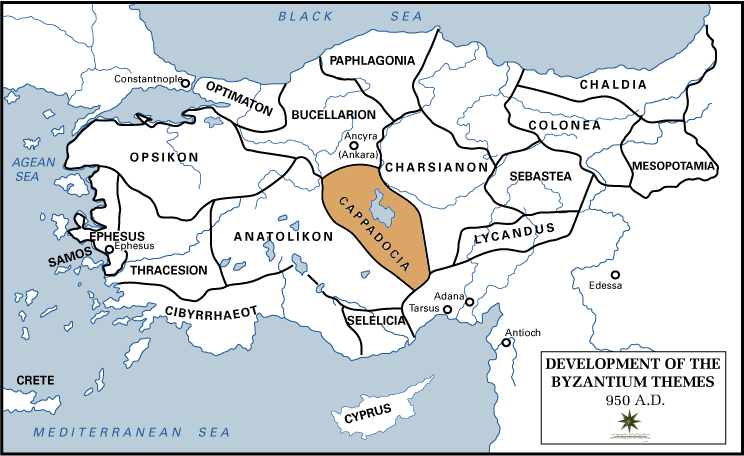
Kappadokien im Byzantinischen Reich

Über den Ursprung der Familie Phokas, die in Byzanz eine große Rolle gespielt hat, gab es zahlreiche Spekulationen, von denen jedoch keine als erwiesen gilt.
Bemerkenswert ist die Variationsbreite dieser Hypothesen. So berichtet der byzantinische Geschichtsschreiber Michael Attaleiates (* 1020/30; † um 1085), dass die Phokadai altrömischer Herkunft und Angehörige der Gens Fabia seien, aus der Mitglieder anlässlich des Transfers der Hauptstadt und der führenden römischen Familien unter Kaiser Konstantin dem Großen um 330 nach Konstantinopel gekommen seien. Die Gens Fabia war eine der ältesten Patrizierfamilien Roms, die bereits im fünften vorchristlichen Jahrhundert in der Römischen Republik eine führende Stellung einnahm. Eine solche Herkunft ist nicht völlig auszuschließen, da es tatsächlich anlässlich der Verlegung der Hauptstadt des Römischen Reiches unter Kaiser Konstantin dem Großen von Rom nach Byzantion (Konstantinopel) zur Übersiedlung vieler altrömischer Familien nach Konstantinopel kam. Es fehlen jedoch dokumentarische Unterlagen, die eine solche Abstammung belegen könnten.
Auf eine ganz andere Herkunft verweist der vielleicht bedeutendste muslimische Historiker des Hochmittelalters, Ibn al-Athīr (* 1160; † 1233), da er den Phokadai keine altrömische, sondern eine arabische Herkunft aus Tarsus zuschreibt. Dies zeigt zumindest, dass man auch auf arabischer Seite vom Prestige dieses Geschlechts beeindruckt war und es daher für die Arabische Welt reklamieren wollte. Die arabische Abstammung der Phokadai ist zwar sehr wenig wahrscheinlich, aber insofern nicht ganz absurd, da es in Byzanz zumindest zwei Patrizierfamilien gab, die tatsächlich arabischer Herkunft waren:
Es handelt sich dabei einerseits um die Familie Gabalas, die sich von den Fürsten des arabischen Stammesverbandes der Ghassaniden ableitet, aus der Gabala ibn Ayham (* um 585; † 640/41) die arabischen Hilfstruppen des Kaisers Herakleios I. kommandierte, ab 638 in Kappadokien im Exil war und vom Kaiser den Titel „Patrikios“ erhielt. Die Familie konvertierte zum Christentum, prosperierte und übernahm wichtige Funktionen im Reich, wobei ein Nachkomme dieser muslimischen Araber, Nikephoros Gabalas (* ca. 760; † 811), als Nikephoros I. sogar das Byzantinische Reich von 802 bis 811 als Kaiser regierte.
Eine andere byzantinische Patrizierfamilie arabischer Herkunft trug den Namen Menas, die sich in männlicher Linie von den muslimischen Emiren von Kreta ableiteten. Als Nikephoros Phokas (später Kaiser Nikephoros II.) Kreta im Jahre 961 eroberte, wurde der Sohn des letzten Emirs, Al-Numan ibn Abd al-Aziz – der von den Griechen „Menas“ genannt wurde – gefangen genommen, nach Konstantinopel gebracht, im Triumphzug des Kaisers Nikephoros II. Phokas mitgeführt, später aber auf Wunsch des Kaisers freigelassen, von diesem mit Gütern ausgestattet und als Feldherr eingesetzt. Er fiel im Dienste des christlichen byzantinischen Kaisers Johannes Tzimiskes 971 bei der Belagerung von Dorostolon durch die Kiewer Rus. Auch seine Nachkommen florierten und verheirateten sich u. a. mit dem Kaiserhaus der Komnenen.

Die Phokas-Säule auf dem Forum Romanum in Rom, die 608 zu Ehren des Kaisers Phokas errichtet wurde

Eine etwas näher liegende verwandtschaftliche Beziehung zu Kaiser Phokas, der von 602 bis 610 das Byzantinische Reich regierte und gleichfalls aus Kappadokien stammte, ist nicht ausgeschlossen. Dieser hatte zwar keine männlichen Nachkommen, wohl aber zwei Brüder, Domentiolos und Comentiolos, von denen der Letztere Vater eines weiteren Domentiolos war, der zum „magister militum per Orientem“ (Heermeister des Ostens) und Kuropalates (etwa: Hofpfalzgraf/Obersthofmeister) ernannt wurde, von seiner Frau Irene drei Kinder hatte, die um 610 lebten und Nachkommen gehabt haben können. Eine Verwandtschaft lässt sich jedoch dokumentarisch nicht erweisen.
Eine größere Wahrscheinlichkeit besteht bezüglich einer armenischen oder georgischen Herkunft, wofür die häufige Verwendung des armenischen Vornamens Bardas spricht. Auch diese These kann jedoch nicht eindeutig bewiesen werden.

## Stammtafel der Phokadai
Nach Christian Settipani ergibt sich (z. T. ergänzt nach Charles Chawley „Medieval Lands“) folgende Stammreihe, in die auch die wichtigsten Verwandten eingefügt wurden:
Phokas (* um 830; † n. 873), byzantinischer Offizier aus Kappadokien, 872 Turmarch (Kommandant einer Turme, Teil einer byzantinischen Militärprovinz), später Strategos (Militärgouverneur) des Themas der Anatoliken
- Nikephoros Phokas der Ältere (* um 855; † 886/896), Domestikos ton scholon, Dux des Themas Thrakesion durch Kaiser Leo VI.[14]
  - Leon Phokas der Ältere (* 875/79; † nach 919), 917 Domestikos ton scholon
  - Bardas Phokas der Ältere (* um 879; † 969), 945–955 Domestikos ton scholon des Orients, 963 «Caesar», ⚭ Ne Maleina, Schwester des Michael Maleïnos, Mönch und Heiliger der Orthodoxen Kirche
    - Nikephoros Phokas der Jüngere (* 912; † ermordet 10./11. Dezember 969), Kaiser von Byzanz (963–969), 955 Domestikos ton Scholon, ⚭ 1.) Ne, ⚭ 2.) am 20. September 963 Theophano (* um 941; † 976), Kaiserin-Witwe nach Kaiser Romanos II. (aus der Makedonischen Dynastie), Tochter von Krateros, einem Weinhändler. Sie war später die Geliebte des Kaisers Johannes Tzimiskes. Kinder aus 1. Ehe:
      - Ne Phokaina (* um 945) ⚭ Michael Botaneiates (* um 940), Protonotarios, Urgroßvater des Nikephoros III. Botaneiates (* um 1020; † 1081), Kaiser von Byzanz (1078–1081)[15]
      - Bardas Phokas († fiel im Kampf vor 963)

    - Leon Phokas der Jüngere (* um 915; † geblendet nach 970), 969 Domestikos ton scholon des Okzidents, 963 Kuropalates, dann Exil in Lesbos, ⚭ Ne
      - Nikephoros Phokas (3.) (* um 940; † geblendet nach 989), Patrikios, Vestes,
      - Bardas Phokas der Jüngere (* um 940; † 13. April 989 in Abydos), 987 Gegenkaiser, 978 Domestikos ton scholon ⚭ Ne Adralestina
        - Leon Phokas (3.) (* um 965; † 989) 989 Dux (Herzog) von Antiochia am Orontes
        - Nikephoros Phokas Barytrachelos (* 965/70; † fiel im Kampf 1022), General des Kaisers Basileios II. „Bulgaroktónos“ (der Bulgarentöter) (976–1025) ⚭ Ne
          - Bardas Phokas (3.) (* um 985; † nach 1025), Patrikios, 1025 geblendet. Mögliche Nachkommen: Die im 12. Jh. in Kreta auftretenden Phokadai.[1]

        - ?Ne Phokaina (* 960/65) ⚭ Johannes Dermokaites (* um 955)
          - Ne Dermokaitissa (* um 980) ⚭ Ruben/Rupen (* um 975; † nach 1018), Strategos in Larisa (Thessalien) und Hellados (aus dem Haus der Bagratiden[16])
            - ?Torosak/Thoros ⚭ Ne Tochter des Senekerim König von Sebaste (1003–1021)
              - ?Ruben/Rupen I. (* um 1022; † 1093), näherer Stammvater der Rubeniden, der „Herren vom Berge“, später Herrscher des Königreichs Kleinarmenien[12]

      - Sophia Phokaina (* um 945) ⚭ Konstantinos Skleros (* 935; † 991), Bruder des Bardas Skleros, 976 – 979 und 987 – 989 (Gegen-)Kaiser von Byzanz und Bruder der Maria Skleraina, Ehefrau des Johannes Tzimiskes, Kaiser von Byzanz (969–976)
        - Theophano Skleraina (* um 960 in Konstantinopel; † 15. Juni 991 in Nimwegen), ⚭ 14. April 972 in Rom Otto II., Kaiser des Heiligen Römischen Reiches (967–983)Sohn:
          -  Otto III. (* 980; † 1002) Römisch-deutscher Kaiser (996–1002)

        - Pantherios Skleros (2.) (* 975; † nach 1035) (Nachkommen)

      - Petros Phokas, Eunuch (außerehelich)
      - Manuel Phokas (außerehelich), kämpfte 963/64 in Sizilien gegen die Sarazenen. Er wird erwähnt von Liutprand von Cremona in seinem Gesandtschaftsbericht[17] und von Leon Diakonos.[18]

    - Konstantinos Phokas (* 915/20; † ermordet 969), 945 Strategos der Provinz Seleukia
    - Ne Phokaina ⚭ Theodulos Parsakuntenos
    - Ne Phokaina ⚭ Romanos Tzimiskes
      - Johannes Tzimiskes (* 925; † 976), regierte als Johannes I., Kaiser von Byzanz (969–976), ⚭ 1.) Maria Skleraina, ⚭ 2.) 971 Theodora, Tochter von Kaiser Konstantin VII. Porphyrogennetos und der Helene Lekapene (keine Kinder aus beiden Ehen)[19]
      - Ne Tzimiskaina (* um 920) ⚭ Romanos Abalantes (* 910/15; † 956), um 940 Strategos von Kappadokien
        - Ne Abalantina (* um 945) ⚭ Stephanos Kontostephanos (* um 990), Patrikios,

    - Ne Phokaina ⚭ N Diogenes (* 900; † nach 944), 944 Strategos
      - Diogenes Adralestos (* 930; † nach 970), ein direkter Vorfahre von Romanos IV. Diogenes, Kaiser von Byzanz (1068–1071)

## Fortleben der Familie
Mit der Blendung des Bardas Phokas (III.) im Jahr 1025 verschwindet die Dynastie aus den byzantinischen Schriftquellen, was zeigt, dass sie ihre historische Rolle verloren hatte. Die Familie lebte, wenn auch weitgehend entmachtet, vermutlich über Nebenlinien weiter. So tritt im 13. Jh. im Kaiserreich Nikaia ein Theodotos Phokas, Megas Dux (“Großherzog”) und Onkel des Kaisers Theodor I. Laskaris (1205–1222) auf. Etwas später findet man Träger dieses Namens auch in Kreta. Zu berücksichtigen ist dabei jedoch, dass es durchaus der byzantinischen Tradition entsprach, die Familiennamen weiblicher Vorfahren, die aus vornehmeren Familien stammten, dem eigenen hinzuzufügen, oder diesen statt des eigenen anzunehmen, was vermutlich sogar für das Kaiserhaus der Dukas gilt, das in männlicher Linie eigentlich „Lydos“ heißen sollte.
Der Ruhm der erloschenen Hauptlinie lebte fort, da sich in späteren Generationen viele Personen rühmten, in weiblicher Linie von den Phokadai abzustammen, wie etwa Nikephoros III. Botaneiates, Kaiser von Byzanz (1078–1081), die Gemahlin des Andronikos Dukas, Mitkaiser von Byzanz (1067–1070), Maria von Bulgarien († nach 1089), die eine Tochter des Fürsten Trajan aus dem Haus der Komitopuli war, Leo II., König von (Klein-)Armenien in Kilikien (1188–1219) und Maria Prinzessin von Kars (in Anatolien), (cl. 1077), aus dem Haus der Bagratiden.
Auch im westlichen Europa finden sich Nachkommen dieser bedeutenden byzantinischen Adelsfamilie.
So u. a. über eine Tochter von Bardas Phokas den Älteren, die ein Mitglied der Adelsfamilie Diogenes heiratete, aus der Anna Diogene – eine Enkelin des Kaisers Romanos IV. – Uroš I. Nemanjić, Groß-Zupan von Raszien (Serbien) (1118–1149) heiratete, dessen Tochter Helena von Serbien sich 1127 mit Béla II. „dem Blinden“ König von Ungarn (1131–1141) aus dem Geschlecht Árpáden vermählte, dessen Nachkommen sich über ganz Europa verbreiteten.

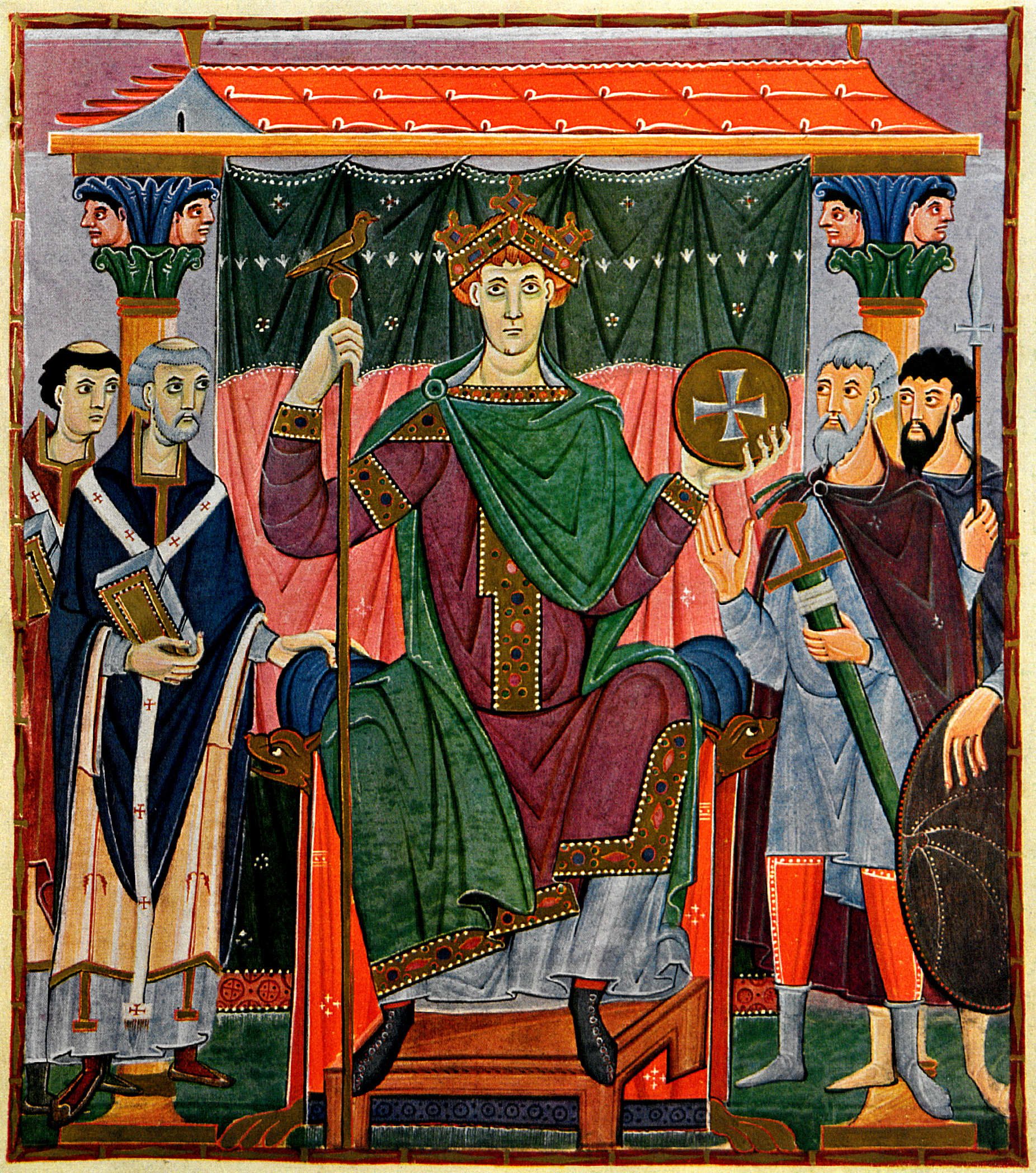
Kaiser Otto III. Miniatur aus dem Evangeliar Ottos III.

Eine andere Deszendenzlinie besteht über Sophia Phokaina, einer Tochter von Leo Phokas dem Jüngeren (* um 915; † 970), die mit Konstantinos Skleros verheiratet war. Deren Tochter Theophano Skleraina war mit dem römisch-deutschen Kaiser Otto II. (973–983) aus dem Haus der Liudolfinger verheiratet. Ihr Sohn, Kaiser Otto III. (996–1002), starb zwar ohne Nachkommen, jedoch hinterließ ihre Tochter Mathilde von Sachsen (* 979; † 1025), die den Pfalzgrafen Ezzo von Lothringen aus dem Haus der Ezzonen geheiratet hatte, eine in weiblicher Linie bis heute existierende Nachkommenschaft.
Eine weitere Verbindung besteht über die Nachkommen den erwähnten Stephanos Kontostephanos (* um 990), Patrikios, dessen Urenkelin Ne Kontostephaina mit dem bulgarischen Fürsten Trajan (* um 1005) einem jüngeren Sohn des Iwan Wladislaw, Zar der Bulgaren (1015–1018), verheiratet war, zu dessen Nachkommen Träger der Namen Dukas, Komnenos, Angelos und Palaiologos und deren heute lebenden Deszendenten zählen.

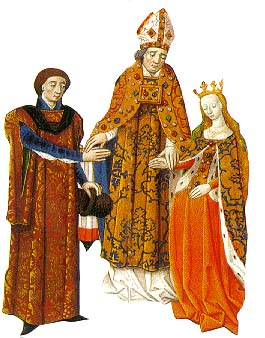
Königin Melisende von Jerusalem heiratet Fulko von Anjou. Miniatur aus einer Ausgabe der Chronica des Wilhelm von Tyrus.

Eine andere Verbindung besteht über eine Tochter des Gegenkaisers Bardas Phokas des Jüngeren († 989), die mit Johannes Dermokaites verheiratet war. Eine seiner Töchter heiratete in das armenische Haus der Rubeniden ein, aus dem eine Tochter von Konstantin I. Fürst von Armenien in Kilikien (1095–1100/02) mit Gabriel von Melitene, dem armenischen Herrscher der Stadt Melitene (heute Malatya in Ostanatolien) verheiratet wurde. Dessen Tochter Morphia von Melitene († 1126/27) war die Ehefrau von Balduin II. von Bourcq, aus dem Haus der Grafen von Rethel, König von Jerusalem (1118–1131), der über seine Töchter Melisende, Königin von Jerusalem (1131–1161) ⚭ Fulko V. Graf von Anjou, König von Jerusalem (1131–1144) und Alice Prinzessin von Jerusalem (* um 1110; † nach 1136) ⚭ Bohemund II., Fürst von Antiochia eine in weiblicher Linie bis heute blühende Nachkommenschaft hinterließ.